# Polizia del Kosovo
La Polizia del Kosovo (in albanese Policia e Kosovës; in serbo Полиција Косова?, Policija Kosova) è il corpo civile della polizia del Kosovo.